# Política do Gabão
A Política do Gabão (independente desde em 17 de agosto de 1960 da França), tornou-se uma República mista, com sua constituição entrando em vigor em 26 de março de 1991. Seu Sistema Legal é misto (Direito Civil Francês; Direito Consuetudinário). A República Gabonesa é formada por 09 províncias (Estuário, Alto-Ogooué, Médio-Ogooué, Ngounie, Nyanga, Ogooué-Ivindo, Ogooué-Lolo, Ogooué-Marítimo e Woleu-Ntem) e 37 prefeituras. O Poder Legislativo (atua de forma bicameral) é constituído pelos membros no Senado e membros da Assembleia Nacional. Os principais partidos são o PDG (Democrático Gabonês), RNB (União Nacional dos Madeireiros) e PGP (Gabonês do Progresso).

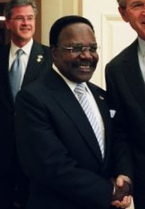
Ali Bongo, serviu como presidente do Gabão de 2009 a 2023.

## Os três poderes

### Executivo
- Chefe de Estado

| Presidente                                | Entrada                 | Saída                  |
| ----------------------------------------- | ----------------------- | ---------------------- |
| 1.º - Léon M'ba                           | 12 de Fevereiro de 1961 | 27 de Novembro de 1967 |
| 2.º - Omar Bongo                          | 2 de Dezembro de 1967   | 8 de Junho de 2009     |
| 3.º - Didjob Divungi Di Ndinge (interino) | 8 de Junho de 2009      | 10 de Junho de 2009    |
| 4.º - Rose Francine Rogombé (interino)    | 10 de Junho de 2009     | 16 de Outubro de 2009  |
| 5.º - Ali Bongo                           | 16 de Outubro de 2009   | 30 de Agosto de 2023   |

- Chefe de Governo

| Primeiro-ministro                   | Entrada                 | Saída                   |
| ----------------------------------- | ----------------------- | ----------------------- |
| 1.º - Léon M'ba                     | 17 de agosto de 1960    | 21 de fevereiro de 1961 |
| 2.º - Léon Mébiame                  | 16 de abril de 1975     | 3 de maio de 1990       |
| 3.º - Casimir Oyé-Mba               | 4 de maio de 1990       | 2 de novembro de 1994   |
| 4.º - Paulin Obame-Nguema           | 3 de novembro de 1994   | 23 de janeiro de 1999   |
| 5.º - Jean-François Ntoutoume Emane | 24 de janeiro de 1999   | 20 de janeiro de 2006   |
| 6.º - Jean Eyeghé Ndong             | 21 de janeiro de 2006   | 17 de julho de 2009     |
| 7.º - Paul Biyoghé Mba              | 18 de julho de 2009     | 27 de fevereiro de 2012 |
| 8.º - Raymond Ndong Sima            | 28 de fevereiro de 2012 | 27 de janeiro de 2014   |
| 9.º - Daniel Ona Ondo               | 28 de janeiro de 2014   | 28 de setembro de 2016  |
| 10.º - Emmanuel Issoze-Ngondet      | 29 de setembro de 2016  | 1 de maio de 2018*      |

*O Primeiro-ministro, Franck Emmanuel Issoze-Ngondet (1961-), renunciou ao cargo, este que ocupava dede 29 de setembro de 2016, após o Tribunal Constitucional ordenar sua renúncia, quando a votação de 30 de abril de 2018 não foi realizada.
- Gabinete

Formado pelo Conselho de Ministros nomeados pelo Primeiro-ministro ao consultar o Presidente.
- Eleições e nomeações

A eleição se da através do voto direto de maioria simples para um mandato de 07 anos (sem limites para reeleições), a última eleição se deu em 27 de agosto de 2016 e a nova eleição está prevista para ocorrer em Agosto de 2013. O Primeiro-ministro é nomeado pelo Presidente.

### Legislativo
- Parlamento ou Parlamento bicameral

O Senado, não possuem cadeiras fixas, são eleitos indiretamente pelos Conselhos Municipais e Assembleias Departamentais, num sistema de 02 rodadas com mandato de 06 anos.
A Assembleia Nacional, possui 120 cadeiras, cada membro é eleito pelos membros constituintes do mesmo lugar, por maioria absoluta, num sistema de 02 rodadas com seu mandato podendo chegar à 05 anos.
- Eleições

Senado: A última eleição se deu em 13 de dezembro de 2014, à próxima tem data marcada para Janeiro de 2020.
Assembleia Nacional: Última eleição ocorreu em 17 de dezembro de 2011 e tendo sido marcada a nova eleição para 27 de dezembro 2016, está por sua vez sofreu uma série de 02 adiamentos e tendo sido dissolvida pelo Tribunal constitucional quando a eleição prevista para 30 de abril de 2018 não ocorreu. Os poderes exércitos pela Assembleia foi transferido ao Senado até que uma nova eleição seja feita.

### Judiciário
- Corte Suprema

É composta por 04 tribunais; 1-Supremo Tribunal, 2-Supremo tribunal administrativo, 3-Supremo Tribunal Contabilístico e 4-Tribunal constitucional (o tribunal Permanente de Segurança do estado, iniciado apenas nos casos de alta traição e atividades criminosas envolvendo funcionários do Poder Executivo).
- Juízes e mandato

Os juízes do Tribunal Constitucional são nomeados; 03 pelo Presidente Nacional, 03 pelo Presidente do Senado, 03 pelo Presidente da Assembleia Nacional e servem em mandato único de 07 anos.
- Tribunais subordinados

São os Tribunais de Recurso, Tribunais de Condado e Tribunais Militares.

## Liderança política
- Círculo de Reformadores Liberais ou CLR
- Aliança Democrática e Republicana ou ADERE
- Partido Democrático Gabonês ou PDG
- Partido do Centro Independente do Gabão ou PGCI
- Rally para o Gabão ou RPG
- Partido Social Democrata ou PSD
- União para a Nova República ou UPRN
- União do Povo Gabonês ou UPG
- União das Forças pela Mudança ou UFC